# Чушка (коса)
Коса Чушка́ — полуостровная коса, расположенная на севере Керченского пролива. Начинается у мыса Ахиллеон и тянется на юго-запад в сторону Чёрного моря.

## Географическая характеристика
Длина косы составляет почти 18 км. Западный берег косы прямой, от восточного отходят к югу многочисленные длинные отростки. Коса сложена из мелкого кварцевого песка с примесью ракушки. Поблизости от косы расположены острова: Дзендзик, Лисий, Крупинина, Голенький.

## Топографические карты
- Лист карты L-37-86 п  им  Войкова. Масштаб: 1 : 100 000. Состояние местности на 1988 год. Издание 1989 г.

## Этимология
Название косы связывают с тем, что раньше на берег косы часто выбрасывались дельфины. Люди называли их морскими свиньями, или чушка́ми.

## История
В 1944—1945 годах коса была соединена с Крымом Керченским железнодорожным мостом, который был снесён ледоходом зимой 1944/1945 года.
С 1954 года между косой Чушка (станция Порт Кавказ) и Керченским полуостровом (станция Крым) налажена паромная переправа автомашин и пассажиров (автомагистраль А290).

## Экология

### Разлив нефти 2007 года
В результате сильного шторма на море в ноябре 2007 года произошёл разлив нефти.
Было разлито около трех тысяч тонн нефтепродуктов, были человеческие жертвы.
Чисткой берега после разлива нефти в течение года занимались работники МЧС, кубанские студенты и добровольцы. Для предотвращения новых катастроф был создан Морской спасательно-координационный центр.
Предварительная оценка ущерба составила 30 млрд рублей, но виновный не был найден, поэтому эта сумма не была ни с кого взыскана.

### Нефтебаза и терминалы по перевалке опасных грузов
Для вывоза за рубеж продукции нефтяной и химической промышленности построены терминалы по перевалке грузов: нефтяной (ООО «СВЛ-Трейдинг») и два химических (компаний ОАО «Порт-Кавказ» и ООО «Югхимтерминал»). Открытая перевалка химических веществ и удобрений привела к ухудшению экологической обстановки и росту числа заболеваний среди жителей посёлка Чушка, расположенного недалеко от порта.
Хозяйственная деятельность ОАО «Порт-Кавказ» наносит значительный урон хрупкой экосистеме косы.